# Općinska B nogometna liga Ludbreg 1986./87.
"Općinska B nogometna liga Ludbreg" za sezonu 1986./87. je bila drugi stupanj općinske lige ONS Ludbreg, te liga sedmog stupnja nogometnog prvenstva Jugoslavije. 
 
Sudjelovalo je ukupno 10 klubova, a prvak je bio "Radnički" iz Hrženice..  

## Ljestvica
| mj. | klub                            | ut. | pob. | ner. | por. | gol+ | gol- | bod     |
| --- | ------------------------------- | --- | ---- | ---- | ---- | ---- | ---- | ------- |
| 1.  | Radnički Hrženica               | 17  | 14   | 2    | 1    | 94   | 23   | 30      |
| 2.  | Razvitak Čičkovina              | 17  | 13   | 2    | 2    | 65   | 24   | 28      |
| 3.  | Komarnica (Komarnica Ludbreška) | 17  | 12   | 3    | 2    | 64   | 20   | 27      |
| 4.  | Proleter Mali Bukovec           | 17  | 7    | 2    | 8    | 70   | 46   | 16      |
| 5.  | Croatia Dubovica                | 17  | 6    | 2    | 9    | 47   | 50   | 14      |
| 6.  | Podgora Bolfan                  | 17  | 7    | 1    | 9    | 38   | 56   | 15 (-2) |
| 7.  | Partizan Veliki Bukovec         | 17  | 6    | 0    | 11   | 37   | 60   | 12      |
| 8.  | Sloboda Županec                 | 17  | 5    | 0    | 12   | 35   | 60   | 10      |
| 9.  | Kalnik Čukovec                  | 17  | 2    | 0    | 15   | 30   | 67   | 4       |
|     | Bednja Slanje                   | 9   | 3    | 0    | 6    | 21   | 59   | 6       |

- "Bednja" odustala nakon prvog dijela

## Rezultatska križaljka
| kratica | klub                            | CRO | KAL | KOM | PAR | POB | PRO | RAD | RAZ | SLO | BED |
| --- | ------------------------------- | --- | --- | --- | --- | --- | --- | --- | --- | --- | --- |
| CRO | Croatia Dubovica                |     |     |     |     |     |     |     |     |     |     |
| KAL | Kalnik Čukovec                  |     |     |     |     |     |     |     |     |     |     |
| KOM | Komarnica (Komarnica Ludbreška) |     |     |     |     |     |     |     |     |     |     |
| PAR | Partizan Veliki Bukovec         |     |     |     |     |     |     |     |     |     |     |
| POD | Podgora Bolfan                  |     |     |     |     |     |     |     |     |     |     |
| PRO | Proleter Mali Bukovec           |     |     |     |     |     |     |     |     |     |     |
| RAD | Radnički Hrženica               |     |     |     |     |     |     |     |     |     |     |
| RAZ | Razvitak Čičkovina              |     |     |     |     |     |     |     |     |     |     |
| SLO | Sloboda Županec                 |     |     |     |     |     |     |     |     |     |     |
| BED | Bednja Slanje                   |     |     |     |     |     |     |     |     |     |     |
| |                                 |     |     |     |     |     |     |     |     |     |     |
| podebljan rezultat - utakmice od 1. do 9. kola (1. utakmica između klubova) rezultat normalne debljine - utakmice od 10. do 18. kola (2. utakmica između klubova) rezultat nakošen - nije vidljiv redoslijed odigravanja međusobnih utakmica iz dostupnih izvora rezultat smanjen * - iz dostupnih izvora nije uočljiv domaćin susreta prekrižen rezultat - poništena ili brisana utakmica p - utakmica prekinuta 3:0 p.f. / 0:3 p.f. - rezultat 3:0 bez borbe |                                 |     |     |     |     |     |     |     |     |     |     |

 Izvori:

## Unutarnje poveznice
- Općinska A liga Ludbreg 1986./87.